# Айзпутская волость
А́йзпутская во́лость (латыш. Aizputes pagasts) — одна из территориальных единиц Южно-Курземского края Латвии, в историко-культурной области Курземе. Находится в центре края. Граничит с городом Айзпуте, с Вецпилсской, Циравской, Лажской, Каздангской, Дуналкской и Калвенской волостями своего края. Волостной центр — село Рокасбирзе.

## История
До 1919 года нынешняя Айзпутская волость называлась Шлос-Газенпотской волостью Газенпотского уезда Курляндской губернии, до 1925 года Айзпутской городской волостью. В 1945 году в Айзпутской волости были созданы Айзпутский и Иевадский сельские советы.
После отмены в 1949 году волостного деления Айзпутский сельсовет входил в состав Айзпутского (до 1956 года) и Лиепайского районов. В 1951 году к Айзпутскому сельсовету был присоединён ликвидированный Иевадский сельсовет. В ходе дальнейших административно-территориальных изменений реорганизаций к Айзпутскому сельсовету были присоединены части бывших Дзервской и Вецпилсской волостей. Границы нынешней Айзпутской волости Айзпутский сельсовет приобрёл в 1960 году.
В 1990 году Айзпутский сельсовет был реорганизован в волость. В 2009 году, в результате латвийской административно-территориальной реформы, Айзпутская волость вошла в состав Айзпутского края. В ходе административно-территориальной реформы Латвии 2021 года, Айзпутский край был упразднён, Айзпутская волость вошла в состав укрупнённого Южно-Курземского края.

## География
Айзпутская волость расположена на северо-западной окраине Бандавских холмов Западной Курземской возвышенности. Недалеко от села Марияс начинается Априкская равнина. Самая высокая точка — Орманькалнс (96,3 м над уровнем моря).
Через южную часть волости протекают притоки Дурбе — Акмене и Дубеня, через восточную часть — мелкие притоки Тебры. Сама Тебра протекает через Айзпуте и по юго-восточной границе волости, её приток Грапсте протекает вдоль северо-западной границы волости. В ложбинах между холмами много небольших озёр и прудов. На северной стороне волости находится большое болото Плецес (982 га), на котором с 1922 года добывают торф. Другие крупные болота — Дзервес (108 га), Строку (71 га) и Скелду (68 га). В волости также имеются небольшие залежи гравия и глины.

## Население
В 1935 году в Айзпутской волости проживал 951 человек, из них латышей — 84,4 %, немцев — 13,9 %, поляков — 0,5 %
В 2000 году в Айзпутской волости проживало 1117 человек, из них 51,7 % мужчин, 48,3 % женщин. По национальному составу: латышей — 88,1 %, литовцев — 5,8 %, русских — 2,4 %, белорусов — 1,6 %, украинцев — 1,4 %. В Рокасбирзе проживало 352 человека, в Кудре — 176 человек.
По состоянию на 1 января 2022 года население волости составляло 792 человека.

## Экономика
Во время аграрной реформы 1920 года мызы Айзпутской волости были разделены на небольшие хозяйства. В 1935 году в волости было 161 крестьянское хозяйство. В годы советской власти было создано несколько небольших колхозов «Дзиркстеле» (с латыш. Искра), «Лиесма» (с латыш. Пламя), «Друва» (с латыш. Нива), которые в 1960—1970-х годах были преобразованы в колхозы «Заля земе» (с латыш. Зелёная земля) и «Коммунизм». В начале 1990-х годов они были реорганизованы в паевое общество «Saime-A», ликвидированное в 1993 году. Работали две механические мастерские, столярная мастерская, сушилка, маслозавод, Айзпутский торфозавод, межколхозная строительная организация и ветеринарный участок. В 1988 году были построены здания колхозной столовой и кафе.
По состоянию на 2000 год в волости работали предприятия по деревообработке, добыче торфа, изготовлению бетонных конструкций. Имелось две зерносушилки, автосервис, несколько прудов для разведения рыбы, сдававшихся в аренду, работало три магазина.

### Транспорт
Айзпутскую волость пересекает региональная автодорога P112 Кулдига — Айзпуте — Личи и местные автодороги V1195 Цирава — Вецпилс и V1197 Айзпуте — Илмая.

## Образование и культура
Первая школа в волости начала работать в середине XIX века. Здание школы было построено в 1860 году, примерно с 1900 года действовала школа-интернат. В 1935 году в волости была 4-классная начальная школа и волостная библиотека. В годы советской власти в сельсовете Айзпуте действовала 9-летняя школа, работали клуб и библиотека.
По состоянию на 2023 год в волости работает волостная 9-летняя школа. Имеется филиал Айзпутской городской библиотеки.